# Welt im Spiegel
Welt im Spiegel (WimS) war 1964 bis 1976 eine doppelseitige als Provinzzeitung aufgemachte Kolumne in der satirischen Monatszeitschrift pardon, erschienen im Frankfurter Verlag Bärmeier & Nikel.
Die im Kopfteil des Titels abgebildete Weltkugel war tatsächlich spiegelbildlich dargestellt und entsprach damit dem Titel. Daneben erschien das lateinische Motto: „PRO BONO – CONTRA MALUM“ (Für das Gute, gegen das Böse). 
Hier veröffentlichten unter verschiedenen Pseudonymen vor allem ihre drei Erfinder, die Lyriker, Autoren und Zeichner Robert Gernhardt, F. W. Bernstein und F. K. Waechter, kurze Texte, in denen sie mit vielen journalistischen und literarischen Gattungen von der einfachen Meldung über den Kommentar bis zum Feuilleton und Gedicht spielten. Außerdem zeichnete sich WimS durch zahlreiche Cartoons (z. B. Jochen von F. K. Waechter) und Comic Strips (z. B. Schnuffis Abenteuer von R. Gernhardt) oder (verfremdete) Fotos aus. 
WimS gilt als Vorläufer des Nonsens, einer Form des deutschen Humors, die später durch Otto Waalkes u. a. populär wurde und sich dadurch auszeichnet, dass die Form selbst zum Gegenstand der Satire wird, etwa indem der Provinzialismus einer Zeitungsmeldung herausgekehrt wird. Ähnlich wie die englische Fernsehserie Monty Python’s Flying Circus in Bezug auf das Medium Fernsehen griff WimS aktuelle Formen und Klischees der Zeitungslandschaft auf. Dabei setzten die Autoren bei ihren Lesern sowohl eine umfassende Allgemeinbildung als auch geistige Beweglichkeit und nicht zuletzt eine gewisse Toleranz gegenüber bisher in der deutschsprachigen Literatur seit Dichtern wie Morgenstern, Ringelnatz oder Eugen Roth nicht gewagten Kalauern voraus.

## Sonstiges
Der redaktionsintern gebrauchte Ausdruck „verWimSen“ bezeichnete die Umsetzung von realen Personen, Ereignissen, Meldungen und Meinungen auf die Ebene eines „höheren Blödsinns“, der wiederum den alltäglichen Wahnsinn offenbarte.
Alle Ausgaben von WimS aus den Jahren 1964 bis 1976 sind als Reprint in Frankfurt/Main bei Zweitausendeins 1979 und in weiteren Auflagen in gebundener Form erschienen. 